# جزیره اینگانو

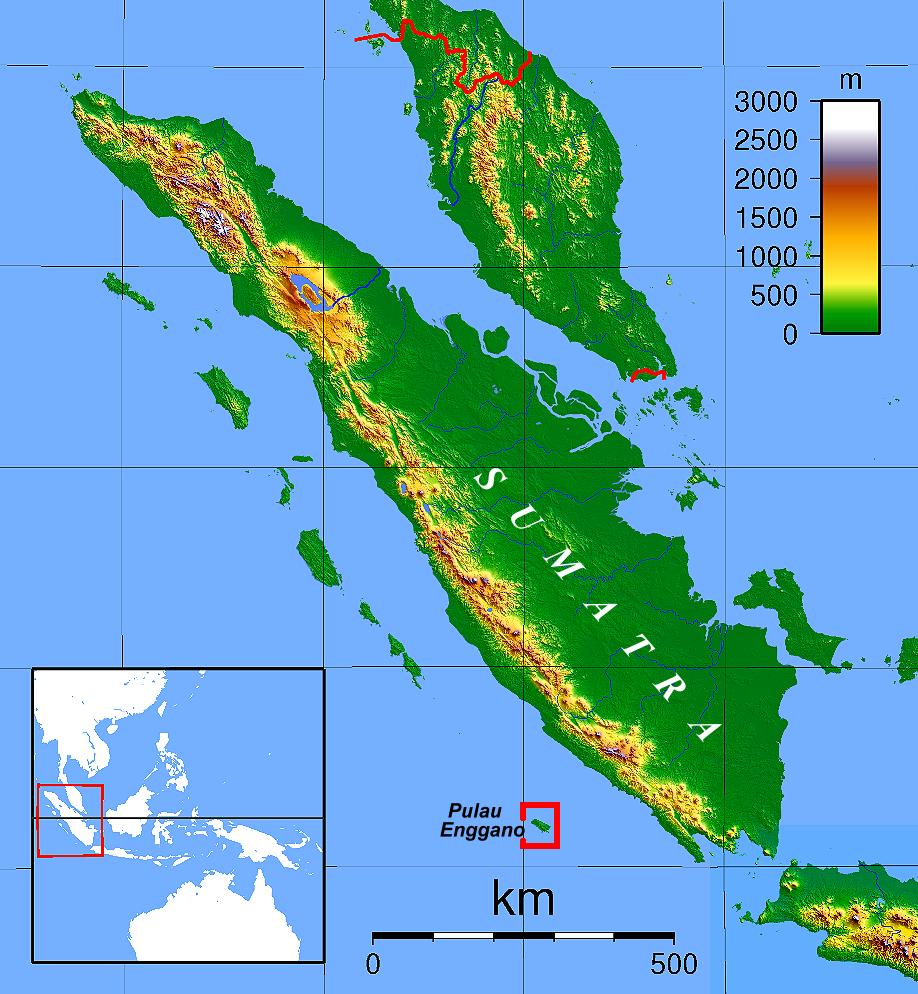
محل جزیره اِنگانو

جزیره اینگانو در حدود ۱۰۰ کیلومتری جنوب غربی سوماترا، اندونزی است. این یکی از ۹۲ جزیره خارج از اندونزی است.
این جزیره از شرق به غرب طولی برابر ۳۵ کیلومتر و از شمال به جنوب طولی برابر ۱۶ کیلوتر دارد. مساحت این جزیره ۴۰۲٫۶ کیلومتر مربع می‌باشد.
متوسط ارتفاع این جزیره حدود ۱۰۰ متر (۳۳۰ فوت) و بالاترین نقطه آن ۲۸۱ متر (۹۲۲ فوت) است.
به لحاظ سیاسی یک منطقه از استان بنگکولو اندونزی است. سه شهر بزرگ این جزیره عبارتند از ز Barhau , Kabuwe و Kayaapu.
براساس آمار اندونزی این جزیره در سال ۱۹۸۹ جمعیتی برابر با ۱۴۲۰ نفر جمعیت داشت. این تعداد، تا سال ۱۹۹۴ به حدود ۱۶۳۵ افزایش می‌یابد، که ۶۴ درصد از مردم از نژاد Engganese people هستند.

## روستاها

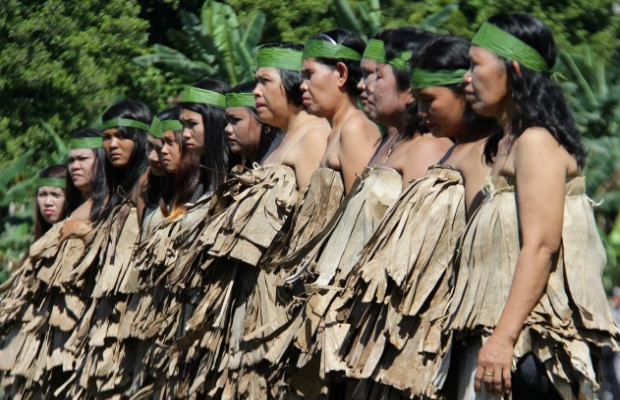
زنان اینگانو

شش روستا در جزیره اینگانو وجود دارد که همه آنها در کنار تنها جاده اصلی در ساحل شمال شرقی جزیره واقع شده‌اند.
- Kayaapu
- Kaana
- Malakoni
- Apoho
- Meok
- Banjarsari

در سه روستای Malakoni, Apoho، و Meok بومیان اینگانو بیشترین جمعیت و در سه روستای دیگر جمعیت مهاجران بیشتر است. از Kayaapu و Malakoni کشتی به سمت بنگکولو وجود دارد.
جزیره کوچکی که در کنار Kahyapu وجود دارد به نام "Pulau Dua" (جزیره دوم) نامگذاری شده‌است. در Pulau Dua فقط یک مکان برای صرف شب وجود دارد.

## تاریخ
برخی از گزارشها اولیه حاکی از تماس با معامله گران پرتغالی است. اما اولین گزارش منتشر شده دربارهٔ جزیره از Cornelis de Houtman، در تاریخ ۵ ژوئن ۱۵۹۶ است.
در سال ۱۷۷۱، چارلز میلر موفق به فرود در جزیره و ملاقات با جمعیت بومی شد؛ و دربارهٔ آنجا می‌نویسد:
آنها بلند و باهوش هستند؛ مردان به‌طور کلی حدود پنج تا هشت فوت یا ده اینچ بالا هستند؛ اما زنان کوتاه‌تر و باهوش تر هستند. آنها از رنگ قرمز هستند و دارای موی سیاه هستند و مردان موهایشان را کوتاه می‌کنند، اما زنان موهایشان را رشد طولانی را می‌دهند و در دایره بالای سرشان به صورت بسیار مرتب قرار می‌گیرند. مردان به‌طور کامل برهنه هستند، و زنان با کمی از برگ‌های خیار خود را می‌پوشند. به نظر می‌رسید آنها کشتی ما را با دقت نگاه می‌کردند؛ اما بیشتر از انگیزه خلع سلاح است تا از کنجکاوی.

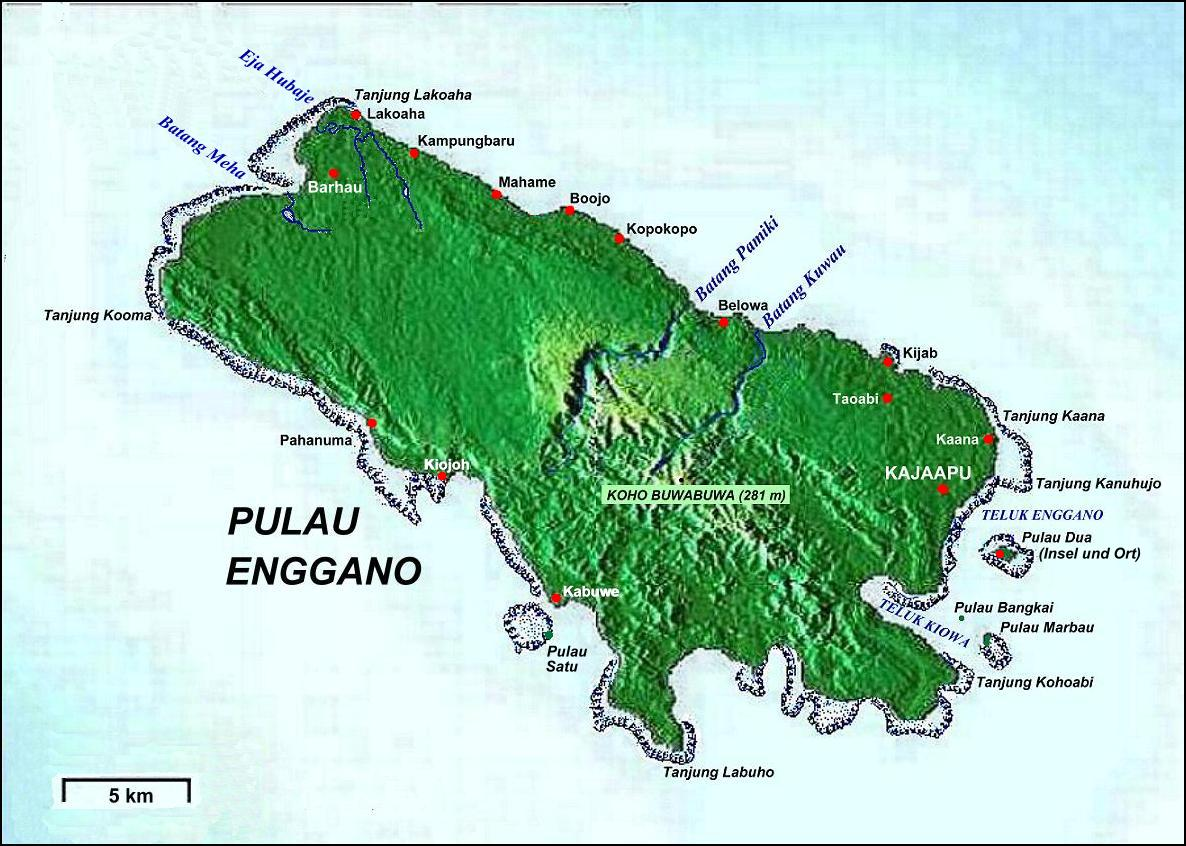
نقشه جزیره اینگانو

## گیاهان و جانوران
تعدادی از گونه‌های گیاهی و جانوری بومی در این جزیره وجود دارد؛ که شامل انواع پرنده Enggano thrush , Enggano imperial pigeon، مینای گوشواره‌ای جزیره اینگانو، اینگانوی چشم‌سفید است.